# 청송군의 국회의원
다음은 청송군의 역대 국회의원 목록이다.

## 청송군의 역대 국회의원 일람
| 대수         | 이름           | 소속정당   | 임기                               | 선거구역                         |
| ------------ | -------------- | ---------- | ---------------------------------- | -------------------------------- |
| 제1대        | 김봉조(金鳳祚) | 무소속     | 1948년 5월 31일 ~ 1950년 5월 30일  | 청송군 일원                      |
| 제2대        | 김봉조(金鳳祚) | 무소속     | 1950년 5월 31일 ~ 1954년 5월 30일  | 청송군 일원                      |
| 제3대        | 윤용구(尹鎔球) | 자유당     | 1954년 5월 31일 ~ 1958년 5월 30일  | 청송군 일원                      |
| 제4대        | 윤용구(尹鎔球) | 자유당     | 1958년 5월 31일 ~ 1960년 7월 28일  | 청송군 일원                      |
| 제5대 민의원 | 심길섭(沈吉燮) | 민주당     | 1960년 7월 29일 ~ 1961년 5월 16일  | 청송군 일원                      |
| 제6대        | 김중한(金重漢) | 민주공화당 | 1963년 12월 17일 ~ 1967년 6월 30일 | 청송군·영덕군 일원               |
| 제7대        | 문태준(文太俊) | 민주공화당 | 1967년 7월 1일 ~ 1971년 6월 30일   | 청송군·영덕군 일원               |
| 제8대        | 문태준(文太俊) | 민주공화당 | 1971년 7월 1일 ~ 1972년 10월 17일  | 청송군·영덕군 일원               |
| 제9대        | 문태준(文太俊) | 민주공화당 | 1973년 3월 12일 ~ 1979년 3월 11일  | 청송군·영덕군·울진군 일원        |
| 제9대        | 오준석(吳俊碩) | 민주공화당 | 1973년 3월 12일 ~ 1979년 3월 11일  | 청송군·영덕군·울진군 일원        |
| 제10대       | 문태준(文太俊) | 민주공화당 | 1979년 3월 12일 ~ 1980년 10월 27일 | 청송군·영덕군·울진군 일원        |
| 제10대       | 황병우(黃昞禹) | 신민당     | 1979년 3월 12일 ~ 1980년 10월 27일 | 청송군·영덕군·울진군 일원        |
| 제11대       | 김중권(金重權) | 민주정의당 | 1981년 4월 11일 ~ 1985년 4월 10일  | 청송군·영덕군·울진군 일원        |
| 제11대       | 김찬우(金燦于) | 민주한국당 | 1981년 4월 11일 ~ 1985년 4월 10일  | 청송군·영덕군·울진군 일원        |
| 제12대       | 김중권(金重權) | 민주정의당 | 1985년 4월 11일 ~ 1988년 5월 29일  | 영덕군·청송군·울진군 일원        |
| 제12대       | 황병우(黃昞禹) | 민주한국당 | 1985년 4월 11일 ~ 1988년 5월 29일  | 영덕군·청송군·울진군 일원        |
| 제13대       | 황병우(黃昞禹) | 민주정의당 | 1988년 5월 30일 ~ 1992년 5월 29일  | 청송군·영덕군 일원               |
| 제14대       | 김찬우(金燦于) | 통일국민당 | 1992년 5월 30일 ~ 1996년 5월 29일  | 청송군·영덕군 일원               |
| 제15대       | 김찬우(金燦于) | 신한국당   | 1996년 5월 30일 ~ 2000년 5월 29일  | 청송군·영덕군 일원               |
| 제16대       | 김찬우(金燦于) | 한나라당   | 2000년 5월 30일 ~ 2004년 5월 29일  | 청송군·영양군·영덕군 일원        |
| 제17대       | 김재원(金在原) | 한나라당   | 2004년 5월 30일 ~ 2008년 5월 29일  | 군위군·의성군·청송군 일원        |
| 제18대       | 정해걸(丁海杰) | 친박연대   | 2008년 5월 30일 ~ 2012년 5월 29일  | 군위군·의성군·청송군 일원        |
| 제19대       | 김재원(金在原) | 새누리당   | 2012년 5월 30일 ~ 2016년 5월 29일  | 군위군·의성군·청송군 일원        |
| 제20대       | 김종태(金鍾泰) | 새누리당   | 2016년 5월 30일 ~ 2017년 2월 9일   | 상주시·군위군·의성군·청송군 일원 |
| 제20대       | 김재원(金在原) | 자유한국당 | 2017년 4월 13일 ~ 2020년 5월 29일  | 상주시·군위군·의성군·청송군 일원 |
| 제21대       | 김희국(金熙國) | 미래통합당 | 2020년 5월 30일 ~ 2024년 5월 29일  | 군의군·의성군·청송군·영덕군 일원 |
| 제22대       | 박형수(朴亨修) | 국민의힘   | 2024년 5월 30일 ~ 현재             | 의성군·청송군·영덕군·울진군 일원 |

## 같이 보기
- 영덕군의 국회의원
- 울진군의 국회의원
- 영양군의 국회의원
- 군위군의 국회의원
- 의성군의 국회의원
- 상주시의 국회의원
- 청송군·영덕군
- 청송군·영양군·영덕군
- 군위군·의성군·청송군
- 상주시·군위군·의성군·청송군
- 군위군·의성군·청송군·영덕군
- 의성군·청송군·영덕군·울진군